# Yusuf Hamied
Yusuf Hamied (né en 1936 à Vilnius en Lituanie) est un scientifique indien, président de Cipla, une entreprise de médicaments génériques.
Ce docteur en chimie, formé à Cambridge, fait avancer la cause des génériques dans les pays en voie de développement, notamment en lançant en 2001 une trithérapie contre le SIDA à moins d'un dollar par jour.
Les multinationales du médicament l'accusent de violer la propriété intellectuelle.